# Hüseyin Gelis

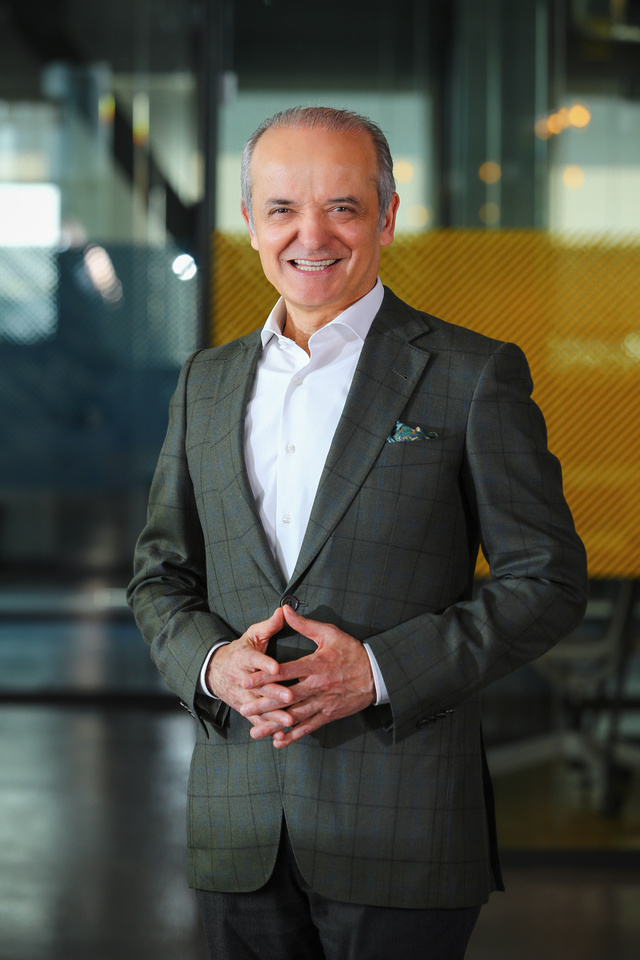
Hüseyin Gelis, CEO und Präsident von Siemens Türkei

Hüseyin Gelis (geboren am 5. September 1959) ist der Präsident und CEO von Siemens Türkei.

## Ausbildung
Er besuchte die Grundschule, die Realschule und das Gymnasium in Deutschland. Während seiner Schulausbildung absolvierte er ein Praktikum bei Siemens, wo er derzeit als CEO und Präsident in der Türkei tätig ist. Nach einem Studium der Mikro- und Makroökonomie an der Universität von Kalifornien, Berkeley, absolvierte Gelis ein Studium der Betriebswirtschaftslehre an der Universität von Phoenix.

## Berufliche Laufbahn
Gelis begann seine berufliche Laufbahn 1976 in der Siemens-Fertigungsstätte mit Schwerpunkt Telekommunikation und arbeitete nacheinander in den Bereichen Forschung und Entwicklung, Produktion, PBX-Systeme, Planung, Logistikorganisation und strategischer Einkauf.
Nach einem Studium im Bereich des Mikrochip-Produktionsverfahren in den USA (1987–1990) und Marktforschung in Argentinien und Brasilien arbeitete Gelis zwischen 1990 und 1993 als Projektleiter bei ROLM System, einem Joint Venture von Siemens und IBM.
Nach seiner Rückkehr in die Türkei im Jahr 1993 arbeitete Hüseyin Gelis bis 1996 als Direktor der Abteilung für Unternehmensnetzwerke bei Simko, einem Joint Venture der Koç Holding und Siemens.
Zwischen 1996 und 2000 war Hüseyin Gelis als Marketing- und Vertriebsleiter für den Bereich Mobiltelefone und Pager bei Siemens Global tätig. Im Jahr 2000 wurde Hüseyin Gelis als CFO und Vizepräsident zu Siemens Indien entsandt. 2005 wurde er in der Liste von Business Today zu einem der „Top 10 CFOs“ der Fortune-500-Unternehmen gewählt.
Nachdem er als Vice Präsident und CFO von Siemens Kanada tätig gewesen war, wurde er am 1. Oktober 2007 zum CEO und Präsident von Siemens Türkei ernannt.
Als Chief Executive Officer ist Hüseyin Gelis für das gesamte strategische Management und die Führung aller Siemens-Aktivitäten in der Türkei verantwortlich. Mit 47 Jahren Erfahrung bei Siemens hatte Gelis verschiedene Führungspositionen innerhalb der globalen Organisation inne, unter anderem in den Vereinigten Staaten, Deutschland, Brasilien, Argentinien, Indien, Kanada und der Türkei.
Hüseyin Gelis übernimmt auch Aufgaben in einer Reihe von Nichtregierungsorganisationen. Im Jahr 2015 übernahm Hüseyin Gelis den Vorsitz des Deutschland-Netzwerks der TÜSİAD (Türkischer Industrie- und Wirtschaftsverband) und wurde Mitglied der G20/B20-Türkei-Taskforce für Digitalisierung.
Hüseyin Gelis ist seit 2016 Mitglied des Beirats der Türkisch-Deutschen Jugendbrücke (Mercator Stiftung) und seit 2017 auch Vorstandsmitglied von YASED (Internationale Investorenvereinigung) und seit Februar 2019 stellvertretender Vorsitzender.
Hüseyin Gelis unterzeichnete 2018 das CEO-Manifest des PWN (Professional Women’s Network) zur Unterstützung der sozialen Gleichstellung der Geschlechter und wurde zum Gleichstellungsbotschafter ernannt. Außerdem ist er Mitglied des hohen Beirats des Darüşşafaka-Vereins.

## Andere Beiratsmitgliedschaften
Hacettepe-Universität – Mitglied des Beirats
Izmir Institut für Technologie – Mitglied des Beirats
Türkisch-Deutsche Universität – Mitglied des Beirats
Gelis, der in seinen 47 Dienstjahren in der Wirtschaft und im sozialen Bereich zahlreiche Auszeichnungen und Anerkennungen erhalten hat, wurde vom deutschen Bundespräsidenten mit dem Bundesverdienstkreuz für seinen Beitrag zum Aufbau wirtschaftlicher, politischer und kultureller Beziehungen zwischen der Türkei und Deutschland ausgezeichnet.
Gelis wurde 2021 von der Deutsch-Türkischen Universität für seine Beiträge zur Entwicklung der deutsch-türkischen Beziehungen und der Universität selbst zum Ehrendoktor ernannt und ist damit der erste Türke, der diesen Titel von der Universität erhält. Im Jahr 2022 nahm er als Redner an dem Panel „Twin Transformation in Global Supply Chains“ (Zwillingstransformation in globalen Lieferketten) auf der COP27-Klimakonferenz mit TUSIAD teil.
Nach der Bekanntgabe der ordentlichen Generalversammlung der Sabancı Holding für das Jahr 2022 am 30. März, wurde er zum unabhängigen Vorstandsmitglied ernannt.